# Olga Rjabinkina
Olga Sergejevna Rjabinkina (ryska: Ольга Сергеевна Рябинкина), född 24 september 1976, är en före detta rysk friidrottare som tävlar i kulstötning.
Rjabinkinas genombrott kom när hon deltog vid Olympiska sommarspelen 2000 i Sydney där hon slutade på tionde plats. Hon deltog även vid Olympiska sommarspelen 2004 men där hon inte tog sig vidare till finalen. Hennes första medalj vid ett mästerskap kom vid EM inomhus 2004 där hon slutade trea. En större framgång blev VM utomhus 2005 i Helsingfors där hon blev silvermedaljör. 
Under 2006 blev hon trea vid VM inomhus och vid EM utomhus samma år slutade hon på fjärde plats. Hennes sista mästerskap blev 2007 där hon blev trea. 
Rjabinkinas personliga rekord är på 19,65 från en tävling 2005.